# Stanisław Wojnowski
Stanisław Wojnowski (ur. 11 listopada 1876 w Kornatowie, zm. 5 października 1951 w Zdrojewie) – polski ziemianin, polityk i działacz społeczny, starosta świecki, poseł na Sejm II kadencji w II RP z ramienia Związku Ludowo-Narodowego.

## Życiorys
Ukończył trzy semestry prawa w Berlinie. Był właścicielem majątku ziemskiego Kończyce. W 1903 utworzył w Świeciu Towarzystwo Ludowe, którego przez pewien czas był prezesem. Był również członkiem komitetu powiatowego „Czytelni Publicznej” na której działalność podarował sprzęt. Od 1905 roku był przewodniczącym komitetu wyborczego na powiat Świecie. Podczas I wojny światowej służył w armii niemieckiej. W 1919 roku w jego pałacu dokonano rewizji, a on sam został aresztowany przez Grenschutz. W tym samym roku był delegatem Naczelnej Rady Ludowej w Świeciu odpowiedzialnym za przejmowanie władzy od Niemców. W latach 1920–1921 pełnił funkcję starosty powiatowego w Świeciu. Od 1922 roku był deputowanym powiatowym. W 1928 uzyskał mandat z listy nr 24 Lista Katolicko-Narodowa w okręgu wyborczym nr 30 (miasto i pow. Grudziądz, Świecie, Tuchola, Chojnice i Sępólno). W sejmie zasiadał w komisji opieki społecznej i inwalidztwa. 30 września 1929 zrzekł się mandatu poselskiego.